# Plaine-de-Walsch
Plaine-de-Walsch è un comune francese di 611 abitanti situato nel dipartimento della Mosella nella regione del Grand Est.

## Società

### Evoluzione demografica
Abitanti censiti